# Jyoti Singh Pandey
Jyoti Singh Pandey (ur. 1989, zm. 28 grudnia 2012) – indyjska kobieta zgwałcona i pobita ze skutkiem śmiertelnym przez sześciu mężczyzn w Nowym Delhi.

## Zgwałcenie i śmierć
Jyoti Singh Pandey była studentką medycyny. Została zgwałcona 16 grudnia 2012 w delhijskim autobusie, którym wracała z kolegą z kina. Próbujący obronić Jyoti chłopak został pobity do nieprzytomności. Kierowca autobusu nie zareagował na gwałt, który trwał przez godzinę. Kobieta została pobita i wyrzucona razem ze swoim kolegą przez mężczyzn z autobusu. Z ciężkimi obrażeniami trafiła do szpitala. W wyniku zgwałcenia i pobicia doznała wielonarządowych obrażeń, w tym urazu mózgu. Niektóre narządy wewnętrzne były tak uszkodzone przy użyciu tępego narzędzia, że zostały operacyjnie usunięte. Kobieta zmarła 28 grudnia 2012 roku.

## Reakcja opinii publicznej

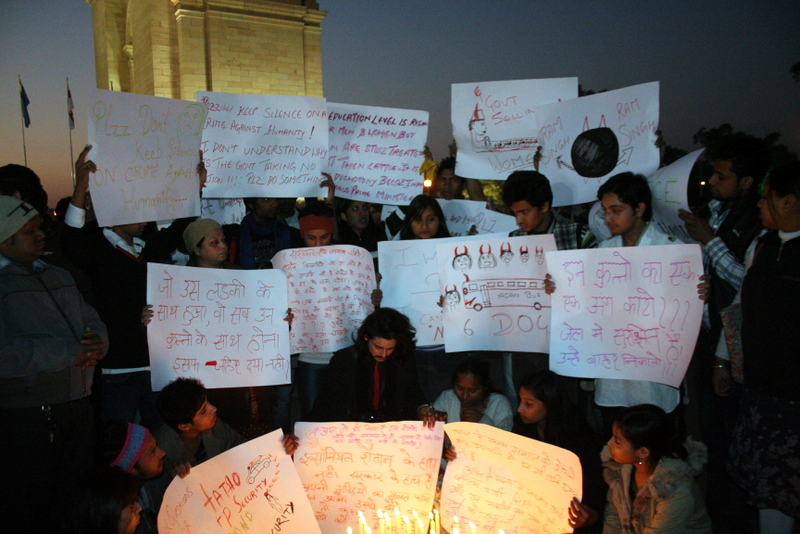
Protest w mieście Delhi

Gdy wiadomość o zgwałceniu, a potem o śmierci Jyoti Singh Pandey trafiła do opinii publicznej, na ulicach Nowego Delhi, wbrew zakazowi władz, odbyły się masowe protesty przeciwko przemocy mężczyzn wobec kobiet, a także niedostatecznej ochronie kobiet przed przestępczością seksualną przez państwo.
260 mężczyzn zasiadających w indyjskim parlamencie było przynajmniej raz oskarżonych o napaści lub prześladowanie kobiet. Minister Shashi Tharoor zaapelował o uchwalenie nowej ustawy dotyczącej przestępczości seksualnej, która miałaby być nazwana imieniem Jyoti Singh Pandey.